# Odyssey Jones
Omari Jahi Palmer (Coram, Nueva York; 17 de mayo de 1994) es un luchador profesional estadounidense. Fue conocido por su etapa en la empresa WWE, donde se presentó bajo el nombre de Odyssey Jones.

## Primeros años
Palmer nació en Coram, Nueva York. Asistió a Longwood High School, donde compitió en fútbol, baloncesto, lacrosse y lucha libre. Palmer asistió a la Universidad de Syracuse, con especialización en sociología. Durante su tiempo en la Universidad de Syracuse, Palmer jugó para el equipo de fútbol americano Syracuse Orange como guardia ofensivo hasta que sufrió una lesión en la parte inferior de la pierna durante su último año.

## Carrera

### WWE (2019-2024)
En junio de 2018, Palmer asistió a una prueba con la promoción de lucha libre profesional WWE. En febrero de 2019, fue contratado por WWE y asignado al WWE Performance Center en Orlando, Florida para entrenamiento. En mayo de 2019, Palmer estableció un récord de peso muerto con barra de trampa de 800 libras en el WWE Performance Center Combine, superando el récord anterior de 775 libras en poder de Otis. Luchó en su primer combate el 7 de noviembre de 2019, perdiendo ante Dexter Lumis en un house show en Ocala, Florida. bajo su nombre de nacimiento. Luchó en un puñado de combates a fines de 2019 y principios de 2020 antes de hacer una pausa de más de un año. 
Palmer regresó al ring en julio de 2021 bajo el nuevo nombre de ring de "Odyssey Jones", luchando en combates oscuros en las grabaciones de WWE SmackDown. Luchó en su primer combate televisado en el episodio del 6 de julio de WWE 205 Live, derrotando a Grayson Waller. El 20 de julio, luchó en su primer combate televisado de WWE NXT, derrotando a Andre Chase en la primera ronda del WWE NXT Breakout Tournament. Luego derrotó a Trey Baxter en las semifinales antes de perder ante Carmelo Hayes en la final.
Ya en 2023, en el Level Up emitido el 20 de enero, fue derrotado por Joe Gacy.
En el Draft de 2023, se unió a la marca Raw, aunque no debutaría hasta agosto de 2024, en un combate a tres junto a The New Day Jones era visto por Xavier Woods como un reemplazo forzoso de Big E que Kofi Kingston quería introducir al grupo, lo que fue aumentando la tensión entre los miembros del grupo. 
A penas un mes después de su debut en el Raw, el 2 de septiembre de 2024 Odyssey Jones fue despedido de la WWE y todas sus storylines canceladas, ya que la compañía decidió distanciarse de Jones al tener conocimiento de que había recibido acusaciones por violencia doméstica.

### Circuito independiente (2025-presente)
En febrero de 2025, Palmer (como "Oddyssey") desafió sin éxito a A.J. Francis por el Campeonato All-Florida de la WNRN en una pelea promovida por The Establishment Wrestling en Orlando, Florida.